# Hierococcyx
A Hierococcyx a madarak osztályának kakukkalakúak (Cuculiformes) rendjébe, valamint a kakukkfélék (Cuculidae) családjába tartozó nem. Egyes szervezetek a Cuculus nembe sorolják ezeket a fajokat is.

## Rendszerezésük
A nemet Salomon Müller német zoológus és ornitológus írta le 1845-ben, az alábbi fajok tartoznak ide:
- bajszos karvalykakukk (Hierococcyx vagans[1] vagy Cuculus vagans)[2]
- sötét karvalykakukk (Hierococcyx bocki[1] vagy Cuculus bocki)[2]
- nagy karvalykakukk (Hierococcyx sparverioides[1] vagy Cuculus sparverioides)[2]
- közönséges karvalykakukk (Hierococcyx varius[1] vagy Cuculus varius)[2]
- vörhenyes karvalykakukk (Hierococcyx hyperythrus[1] vagy Cuculus hyperythrus)[2]
- Fülöp-szigeteki karvalykakukk (Hierococcyx pectoralis[1] vagy Cuculus pectoralis)[2]
- Hodgson-karvalykakukk (Hierococcyx fugax[1] vagy Cuculus fugax)[2]
- maláj karvalykakukk (Hierococcyx nisicolor[1] vagy Cuculus nisicolor)[2]